# Exit...Stage Left

Exit... Stage Left es el título del segundo álbum grabado en directo -y el décimo en su carrera musical- por la agrupación canadiense de rock progresivo Rush. Fue lanzado al mercado en Estados Unidos y Canadá el 27 de octubre de 1981 y no tuvo lanzamiento comercial en Latinoamérica, aunque algunos sencillos como Tom Sawyer sí sonaron en las principales emisoras roqueras de varios países de la región.

## Datos
El concierto fue grabado en directo durante la presentación que hizo la banda la noche del sábado 27 de marzo de 1981 en el Montreal Forum de Montreal (Quebec), Canadá, durante la gira promocional del álbum "Moving Pictures". Adicionalmente, dicha presentación fue capturada en video para su lanzamiento, primero en formato VHS (1982) y luego en DVD (2006), aunque el listado de canciones difiere entre el álbum de audio y la recopilación en video. Esto se debe a que en el álbum se incluyeron cuatro temas -que aparecen en el lado B del disco 1, en el formato original- que fueron grabados durante otra célebre presentación, pero en el Apollo Theatre de Glasgow, Reino Unido, los días 10 y 11 de junio de 1980, durante la gira promocional del álbum "Permanent Waves".

## Lista de canciones
La lista de canciones del (LP) original es la siguiente:
Disco 1 - Lado A
- "The Spirit of Radio" (5:12)
- "Red Barchetta" (6:48)
- "YYZ" (7:44)

Disco 1 - Lado B
- "A Passage To Bangkok" (3:47)
- "Closer To The Heart" (3:09)
- "Beneath, Between and Behind" (2:34)
- "Jacob's Ladder" (8:47)

Disco 2 - Lado A
- "Broon's Bane" (1:37)
- "The Trees" (5:50)
- "Xanadu" (12:10)

Disco 2 - Lado B
- "Freewill" (5:33)
- "Tom Sawyer" (5:01)
- "La Villa Strangiato" (9:38)

Los temas que aparecen en el lado B del disco 1 fueron grabados durante la gira promocional del álbum "Permanent Waves", los días 10 y 11 de junio de 1980, en el Apollo Theatre de Glasgow, Reino Unido.

## El concierto en el Montreal Forum
La lista de canciones que la banda realmente interpretó durante la presentación del 27 de marzo de 1981 en el Montreal Forum es la siguiente:
- "Limelight"
- "Tom Sawyer"
- "The Trees"
- "Xanadu"
- "The Spirit of Radio"
- "Red Barchetta"
- "Freewill"
- "Closer to the Heart"
- "YYZ"
- "Vital Signs"
- Medley:
  - "By-Tor and the Snow Dog"
  - "In the End"
  - "In the Mood"
  - "2112: Grand Finale"

Los temas Limelight, Vital Signs y el Medley final no fueron incluidos en el álbum original. Limelight sí aparece en el video y la versión en audio fue editada posteriormente en una colección titulada "Best of the Best: 25 Years of Rock" (1998). Vital Signs no aparece ni en el video ni en el álbum original, pero fue lanzada al año siguiente como la cara B de un 45 RPM que contenía como tema principal el sencillo Tom Sawyer. El Medley final nunca fue editado en audio pero puede escucharse en el video.

## Video enDVD
Exit... Stage Left fue lanzado en video en formato VHS en (1982). Sin embargo, como parte de un relanzamiento de documentos de colección, ha sido incluido en el paquete especial "Rush: Replay X 3", que no es otra cosa que una colección de tres videos originales, digitalmente remasterizados con sonido surround, grabados por la banda durante diferentes momentos en los años 80: "Exit... Stage Left", "Grace Under Pressure Tour" y "A Show of Hands". Dicho paquete especial salió al mercado el 13 de junio de 2006 y contiene un bono: un disco compacto con el audio de "Grace Under Pressure Tour".
El listado de los capítulos que aparecen en el DVD son los siguientes:
1. Introducción (Música de fondo: "The Camera Eye")/"Limelight"
2. "Tom Sawyer"
3. "The Trees"
4. "Xanadu"
5. "Red Barchetta"
6. "Freewill"
7. "Closer to the Heart"
8. "YYZ"
9. Medley: "By-Tor and The Snow Dog"/"In The End"/"In The Mood"/"2112: Grand Finale"
10. Créditos (Música de fondo: "YYZ")

## Músicos
- Geddy Lee: Voz, bajo, sintetizadores, sintetizador de Pedales Taurus y guitarra rítmica
- Alex Lifeson: Guitarras Eléctrica y Acústica, Sintetizador de Pedales Taurus
- Neil Peart: Batería y percusión

- Datos: Q946550